# Amaru Facula
L'Amaru Facula è una struttura geologica della superficie di Mercurio.